# Aztec
Aztec és una ciutat dels Estats Units i seu del comtat de San Juan a l'estat de Nou Mèxic.

## Demografia
Segons el Cens dels Estats Units del 2000 Aztec tenia 6.378 habitants., 2.330 habitatges, i 1.589 famílies. La densitat de població era de 253,1 habitants per km².
Dels 2.330 habitatges en un 35,3% hi vivien nens de menys de 18 anys, en un 50,5% hi vivien parelles casades, en un 12,5% dones solteres, i en un 31,8% no eren unitats familiars. En el 27,6% dels habitatges hi vivien persones soles l'11,5% de les quals corresponia a persones de 65 anys o més que vivien soles. El nombre mitjà de persones vivint en cada habitatge era de 2,51 i el nombre mitjà de persones que vivien en cada família era de 3,06.
Per edats la població es repartia de la següent manera: un 26,6% tenia menys de 18 anys, un 10,7% entre 18 i 24, un 29,5% entre 25 i 44, un 20,2% de 45 a 60 i un 13% 65 anys o més.
L'edat mediana era de 34 anys. Per cada 100 dones de 18 o més anys hi havia 101,1 homes.
La renda mediana per habitatge era de 33.110 $ i la renda mediana per família de 39.509 $. Els homes tenien una renda mediana de 36.845 $ mentre que les dones 17.841 $. La renda per capita de la població era de 14.750 $. Aproximadament el 14,6% de les famílies i el 17,4% de la població estaven per davall del llindar de pobresa.

## Poblacions properes
El següent diagrama mostra les poblacions més properes.